# Port de Manukau

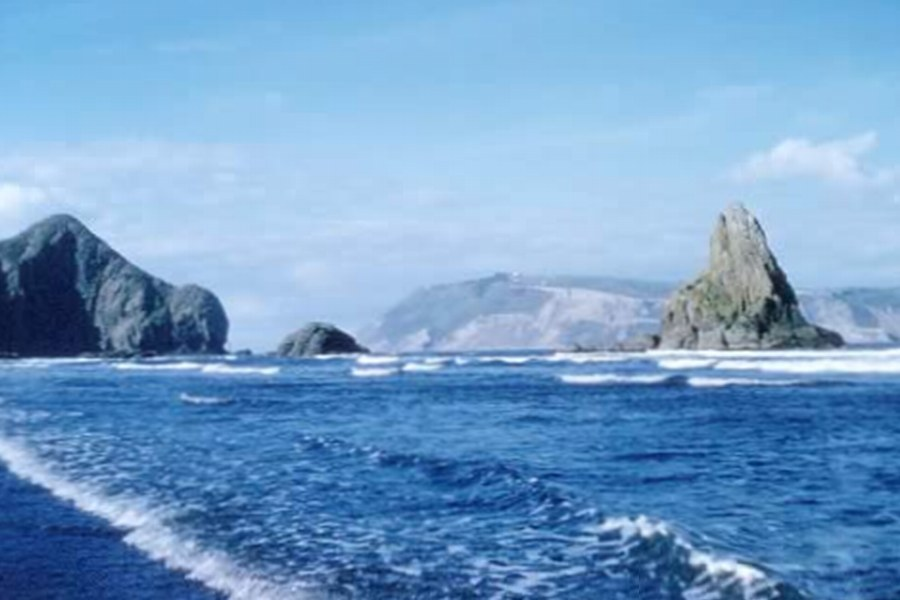
Entrée du port de Manukau en 1960

Le port de Manukau est le deuxième plus grand port naturel de Nouvelle-Zélande.
Il est situé au sud-ouest de l'isthme d'Auckland, et débouche sur la mer de Tasman.
C'est le deuxième accès maritime de la ville d'Auckland, avec le Waitemata Harbour qui se trouve côté océan Pacifique.